# Ante (rivière de la Marne)
Pour les articles homonymes, voir Ante.
L'Ante est une rivière française qui coule dans le département de la Marne, dans l'ancienne région Champagne-Ardenne, donc dans la nouvelle région Grand Est. C'est un affluent gauche de l'Aisne en rive gauche, donc un sous-affluent de la Seine par l'Oise.

## Hydronymie
Le nom de la localité est attesté sous les formes Fluvius qui dicitur Antre (1153-1161) ; Fluvius de Antre (1220).

## Géographie
De 26,1 km de longueur,, l'Ante naît sur le territoire de la commune de Noirlieu, à l'étang de Noirlieu, à 178 m d'altitude, dans la partie orientale du département de la Marne, tout près des sources de la Vière. Comme cette dernière, elle adopte d'emblée la direction de l'est.
Peu après, à Givry-en-Argonne, elle effectue un quart de tour en direction du nord, orientation qu'elle maintient jusqu'à la fin de son parcours.
Elle se jette dans l'Aisne (rive gauche) au nord de Châtrices, à 141 m d'altitude. 
L'Ante naît sur le territoire de la commune de Noirlieu, à l'étang de Noirlieu, à 178 m d'altitude, à la limite sud de la commune de Verrières, à quelques kilomètres en amont de Sainte-Menehould.

### Communes et cantons traversés
Dans le seul département de la Marne, l'Ante baigne les onze communes suivantes de Noirlieu (source), Saint-Mard-sur-le-Mont, Givry-en-Argonne, Remicourt, La Neuville-aux-Bois, Le Vieil-Dampierre, Sivry-Ante, Villers-en-Argonne, Élise-Daucourt, Verrières et Châtrices (confluence).
Soit en termes de cantons, l'Ante prend source dans le canton d'Argonne Suippe et Vesle dans l'arrondissement de Sainte-Menehould.

### Toponyme
L'Ante a donné son hydronyme à la commune de Sivry-Ante.

## Affluents
L'Ante reçoit les eaux d'une série de ruisseaux venus de l'est, des contreforts de l'Argonne.

## Hydrologie
L'Ante est une rivière assez bien alimentée, un peu moins cependant que ses voisines de la région de l'Argonne.

### L'Ante à Châtrices
Son débit a été observé depuis le 1er décembre 1974 , à Châtrices, à 142 m d'altitude, localité du département de la Marne située peu avant son confluent avec l'Aisne. Le bassin versant de la rivière y est de 113 km2 (soit la presque totalité de celui-ci).
Le module de la rivière à Châtrices est de 0,898 m3/s.
L'Ante présente des fluctuations saisonnières de débit fort marquées, comme très souvent dans l'est de la France, avec des hautes eaux d'hiver-printemps portant le débit mensuel moyen à un niveau situé entre 1,13 et 1,91 m3/s, de décembre à avril inclus (avec un maximum en janvier et février), et des basses eaux d'été, de juin à septembre inclus, avec une baisse du débit moyen mensuel jusqu'à 0,154 m3/s au mois d'août. Mais ces moyennes mensuelles ne sont que des moyennes et cachent des fluctuations bien plus prononcées sur de courtes périodes.

### Étiage ou basses eaux
Aux étiages, le VCN3 peut chuter jusqu'à 0,028 m3/s, soit 28 litres par seconde, ce qui peut être considéré comme assez sévère, mais normal comparé aux autres cours d'eau de la région.

### Crues
Les crues peuvent être importantes compte tenu de la petitesse de la rivière et de son bassin. Ainsi le débit instantané maximal enregistré a été de 16,4 m3/s le 16 janvier 1981, tandis que la valeur journalière maximale était de 15,0 m3/s le même 16 janvier 1981. La hauteur maximale instantanée s'est établie à 234 cm, ou 2,34 m, le même 16 janvier 1981. 
Les QIX 2 et QIX 5 valent respectivement 8,6 et 12 m3/s. Le QIX 10 est de 15 m3/s, le QIX 20 de 17 m3/s et le QIX 50 de 20 m3/s. Le QIX 100 n'a pas encore pu calculer vu la période d'observation de seulement 44 ans.
Les crues de février 1997 n'étaient pas d'ordre décennal, et donc destinées à se répéter au moins tous les dix ans en moyenne.

### Lame d'eau et débit spécifique
L'Ante est alimentée par des précipitations abondantes dans la région orientale de son bassin, c'est-à-dire l'Argonne. La lame d'eau écoulée dans son bassin versant est de 252 millimètres annuellement, ce qui est certes inférieur à la moyenne d'ensemble de la France (320 millimètres/an), mais supérieur à la moyenne de la totalité du bassin de la Seine (240 millimètres/an à l'estuaire). Le débit spécifique (ou Qsp) atteint le chiffre de 7,9 litres par seconde et par kilomètre carré de bassin.

## Aménagement et écologie
Sur son cours, on rencontre de l'amont vers l'aval, le pont Cante, l'étang de Givry-en-Argonne, la butte féodale du Viel-Dampierre, le moulin l'Ante, le lieu-dit les Aivies, la LGV Est européenne, l'étang de la Hotte, la source de Parépont, le bois des Mares, le pont de la Croix, le moulin de Daucourt, le pont de la Culotte, et le pont des Bergers.

## Curiosités et tourisme
- Givry-en-Argonne : Station verte. Forêt de Belval avec quelques beaux étangs comme l'étang de la grande Rouillie. Sports nautiques sur l'étang (baignade, voile, canotage), pêche.